# Jagdgeschwader 52
52-га винищувальна ескадра (нім. Jagdgeschwader 52) — винищувальна ескадра Люфтваффе за часів Другої світової війни. Найуспішніше винищувальне формування в Другій світовій війні, загальна чисельність збитих літаків противника перевищувала 10 000 одиниць.
В ескадрі билися 3 найдосвідченіші аси світової війни, що здобули найбільшу кількість перемог у повітряних боях: Еріх Альфред Гартманн (352 перемоги), Ґергард Баркгорн (301 перемога) та Гюнтер Ралль (275 перемог). У лавах ескадри у різний час також билися такі аси Люфтваффе, як Вільгельм Батц (237 перемог), Герман Граф (212 перемог), Гельмут Ліпферт (203 перемоги), Вальтер Крупінскі (197 перемог), Йоганнес «Макі» Штайнгофф (176 перемог), Гайнц Шмідт (173 перемоги), Ганс-Йоахім Марсель (158 перемог), Генріх Штурм (157 перемог), Петер Дюттманн (150 перемог), Рудольф Тренкель (138 перемог), Карл Грац (138 перемог), Франц Шалль (137 перемог), Адольф Дікфельд (136 перемог), Отто Феннекольд (136 перемог), Альфред Гріславскі (133 перемоги), Йоганнес Візе (133 перемоги), Адольф Борхерс (132 перемоги), Гергард Гоффманн (130 перемог), Фрідріх Облезер (127 перемог), Дітріх Грабак (125 перемог), Герберт Ілефельд (123 перемоги), Ганс-Йоахім Біркнер (117 перемог), Ганс Даммерс (117 перемог), Бертольд Кортс (113 перемог), Гайнц Заксенберг (104 перемоги), Рудольф Мітіг (101 перемогу) та інші.

## Історія
52-га винищувальна ескадра веде свою історію зі створення 1 травня 1939 року I групи на основі I./Jagdgeschwader 433. 19 серпня 1939 року ця група стала основою розгортання JG 52 у містечку Беблінген (Баден). У жовтні 1939 року розпочалося створення штабної ескадрильї і II групи ескадри.

## Райони бойових дій та дислокації 52-ї ескадри
- Німеччина (серпень 1939 — травень 1940)
- Франція, Велика Британія (травень — листопад 1940)
- Німеччина (листопад 1940 — лютий 1941)
- Франція, Бельгія (лютий — червень 1941)
- Східний фронт (південний напрямок) (червень — жовтень 1941)
- Східний фронт (центральний напрямок) (жовтень 1941 — січень 1942)
- Німеччина, Словацька Республіка (січень — квітень 1942)
- Східний фронт (південний напрямок) (травень 1942 — квітень 1944)
- Румунія (квітень — липень 1944)
- Польща (липень — жовтень 1944)
- Німеччина (Східна Пруссія) (жовтень 1944 — травень 1945)

## Основні райони базування 52-ї винищувальної ескадри[1]
| Час                              | Місто                 | Підпорядкування | Основний літак |
| -------------------------------- | --------------------- | --------------- | -------------- |
| 19 серпня — 27 жовтня 1939       | Беблінген             | —               | Bf 109E        |
| 27 жовтня 1939 — 22 травня 1940  | Мангайм-Сандхофен     | V-й ПвК         | Bf 109E        |
| 22 травня — 6 червня 1940        | Люксембург-Сандвайлер | V-й ПвК         | Bf 109E        |
| 6 червня — 18 серпня 1940        | Ле-Туке-Парі-Плаж     | V-й ПвК         | Bf 109E        |
| 18—31 серпня 1940                | Кокель                | Jafü 2          | Bf 109E        |
| 31 серпня — 5 листопада 1940     | Кале-Марк             | Jafü 2          | Bf 109E        |
| 5 листопада 1940 — 22 січня 1941 | Крефельд              | Jafü 2          | Bf 109E        |
| 22 січня — 13 лютого 1941        | Деберіц               | Jafü 2          | Bf 109E        |
| 13 лютого — 29 березня 1941      | Кале-Марк             | Jafü 2          | Bf 109E        |
| 29 березня — 13 червня 1941      | Малдегем              | Jafü 2          | Bf 109E        |
| 23 червня — 27 червня 1941       | Відень-Асперн         | —               | Bf 109F        |
| 27 червня — 5 липня 1941         | Бухарест-Банеаса      | —               | Bf 109F        |
| 5 липня — 17 вересня 1941        | Бухарест-Піпера       | —               | Bf 109F        |
| 17 вересня — 20 жовтня 1941      | Тирасполь             | IV-й ПвК        | Bf 109F        |
| 20—23 жовтня 1941                | Калінін (півд.-зах.)  | VIII-й ПвК      | Bf 109F        |
| 23—30 жовтня 1941                | Калінін (півд.)       | VIII-й ПвК      | Bf 109F        |
| 30 жовтня — 4 листопада 1941     | Стариця               | VIII-й ПвК      | Bf 109F        |
| 4 листопада — 14 грудня 1941     | Стара Русса           | VIII-й ПвК      | Bf 109F        |
| 14 грудня 1941 — 20 січня 1942   | Дугино                | —               | Bf 109F        |
| 20 січня — 11 квітня 1942        | Єзау                  | —               | Bf 109F        |
| 11 квітня — травень 1942         | Пльзень               | —               | Bf 109F        |
| ? травня — 19 травня 1942        | Харків                | —               | Bf 109F        |
| 19 травня — 29 червня 1942       | Барвінкове            | —               | Bf 109F        |
| 29 червня — 2 липня 1942         | Вовчанськ             | —               | Bf 109F        |
| 2—8 липня 1942                   | Сніжне                | —               | Bf 109F        |
| 8—14 липня 1942                  | Бахмут                | —               | Bf 109F        |
| 14—19 липня 1942                 | Дебальцеве            | —               | Bf 109F        |
| 19—29 липня 1942                 | Таганрог              | —               | Bf 109F        |
| 29 липня — 5 серпня 1942         | Ростов-на-Дону        | —               | Bf 109F        |
| 5—9 серпня 1942                  | Біла Глина            | —               | Bf 109F        |
| 9—13 серпня 1942                 | Армавір               | —               | Bf 109F        |
| 13—23 серпня 1942                | Мінеральні Води       | —               | 109F/G         |
| 23 серпня — 19 вересня 1942      | Гончарівка            | —               | 109G           |
| 19 вересня — 23 листопада 1942   | Прохладний            | —               | 109G           |
| 23 листопада — 30 грудня 1942    | Майкоп                | —               | 109G           |
| 30 грудня 1942 — 20 січня 1943   | Гігант                | —               | 109G           |
| 20 січня — ?                     | Ростов (півн.)        | —               | 109G           |
| ? лютого — 19 лютого 1944        | Новокрасне            | —               | 109G           |
| 28 лютого — 20 березня 1944      | Миколаїв              | —               | 109G           |
| 23—26 березня 1944               | Кантакузівка          | —               | 109G           |
| 29 березня — 7 квітня 1944       | Одеса                 | —               | 109G           |
| 9—11 квітня 1944                 | Сіліштя               | —               | 109G           |
| 17 квітня — 11 травня 1944       | Мамая                 | —               | 109G           |
| 15 квітня — 10 липня 1944        | / Лейпциг/Румунія     | —               | 109G           |
| 14—26 червня 1944                | Мамая                 | —               | 109G           |
| 10 червня 1944 — ?               | Ясси                  | —               | 109G           |
| 10—22 липня 1944                 | Ярославице            | —               | 109G           |
| 24 липня 1944                    | Демблін-Ірена         | —               | 109G           |
| 26—31 липня 1944                 | Радом                 | —               | 109G           |
| 29 липня — 23 листопада 1944     | Краків                | —               | 109G           |
| 1—11 вересня 1944                | Важин                 | —               | 109G           |
| 21 жовтня — 2 листопада 1944     | Юргенфельде           | —               | 109G           |
| 6—27 лютого 1945                 | Вейденгут             | —               | 109G           |

## Командування

### Командири
- майор Губертус Мергардт фон Бернегг (нім. Hubertus Merhardt von Bernegg) (19 серпня 1939 — 18 серпня 1940)
- майор Ганс Трюбенбах (нім. Hanns Trübenbach) (19 серпня 1940 — 10 жовтня 1941)
- майор Вільгельм Лессманн (нім. Wilhelm Lessmann) (15 жовтня 1941 — 2 червня 1942)
- оберстлейтенант Фрідріх Бек (нім. Friedrich Beckh) (3—21 червня 1942)
- майор Герберт Ілефельд (нім. Herbert Ihlefeld) (22 червня — 28 жовтня 1942)
- майор Гордон Голлоб (28 жовтня — 1 листопада 1942, ТВО)
- оберстлейтенант Дітріх Грабак (нім. Dietrich Hrabak) (1 листопада 1942 — 30 вересня 1944)
- оберстлейтенант Герман Граф (нім. Hermann Graf) (1 жовтня 1944 — 8 травня 1945)

## Бойовий склад 52-ї винищувальної ескадри
- Штаб (Stab/JG52)[2]
- 1-ша група (I./JG52)[3]
- 2-га група (II./JG52)[4]
- 3-тя група (III./JG52)[5]
- 13-та словацька ескадрилья (13.(Slow.)/JG52)[6]
- 15-та хорватська ескадрилья (15.(Kroat.)/JG52)[7]